# Richard Billingham (Philosoph)
Richard Billingham, auch Bullingham, (fl 1344 bis 1361) war ein englischer Philosoph, Theologe und Logiker.

## Leben
Billingham ist von etwa 1344 bis 1361 als Fellow des Merton College der Universität Oxford nachweisbar und erhielt vom College die Grade Magister artium und Bachelor in Theologie. Er hielt Vorlesungen und war zeitweise Sub-Warden des College.
Von ihm sind einige Traktate über Logik bekannt, insbesondere das Speculum puerorum (auch: Terminus est in quem), das weite Verbreitung in Italien fand. Weitere Werke sind De consequentiis (Über Folgerungen), De significatio propositionis, De sensu composition et divisio sowie Teile von Sentenzenkommentaren. Stephanie Weber-Schroth führt daneben auf: De suppositionibus, De ampliationibus, De appellationibus, De obligationibus, De insolubilibus, Conclusiones (Sophismen-Sammlung), Numquid scire sit credere, Utrum idem sortes et sortem-esse, Logica.